# زبور آل داود
زبور آل داود، کتابی تاریخی به زبان فارسی است نوشتهٔ سلطان هاشم میرزا.
اهمیت تاریخی این کتاب ذکر تاخت و تاز تیمور لنگ به ایران، ثبت رویدادهای ناگوار اواخر روزگار سلسله صفویه و آغاز افشاریه و شرح روابط و مناسبات سادات مرعشی با این دودمان‌ها می‌باشد.
این کتاب تبارنامه و ذکر فشرده‌ای از زندگی نیاکان سادات مرعشی (از تبار امام زین العابدین) است.
سواد وقف‌نامه‌ها و قباله‌های املاک و اموال غیرمنقول و مستغلات وقفی سادات مرعشی نیز در زبور آل داود آمده‌است.
دیگر مطالب:
- تذکره و شرح حال خاندان‌های امیرکبیر سید قوام الدین صادق - جد سیزدهم مؤلف در سده هشتم هجری - که از اهل طریقت و پیر و مراد مردم و حاکم مازندران بود.

## نویسنده
مؤلف، سلطان هاشم‌ میرزا، پنجمین و کوچکترین پسر شاه سلیمان دوم یعنی میر سید محمد مرعشی - نوه دختری شاه سلیمان صفوی - است.
هاشم‌میرزا در سال ۱۱۶۵ قمری زمانی که پدرش پس از کور شدن به دست عوامل شاهرخ میرزا در بند وی گرفتار بود، زاده شد. وی اواخر عمرش در اصفهان بود و با توجه به آخرین تاریخ درج شده در کتاب اش تا سال ۱۲۳۶ قمری در قید حیات بوده. 
خاندان وی از یک سو ریشه در سادات مرعشی، از سویی دیگر ریشه در صفویان و از جانبی دیگر نیز ریشه در خاندان سلطنتی گرجستان داشتند.